# Saint-Laurent-en-Gâtines
Saint-Laurent-en-Gâtines è un comune francese di 938 abitanti situato nel dipartimento dell'Indre e Loira nella regione del Centro-Valle della Loira.

## Società

### Evoluzione demografica
Abitanti censiti